# 文貴人
文貴人（？—1736年），姓名及出身均不詳，康熙帝之貴人。

## 生平
目前並不清楚她是在何時被康熙帝收為後宮主位，僅知康熙四十六年，康熙帝位下未有以「文」字或「溫」字作為稱號的常在。雍正三年三月，宮中已有「文常在」之名。。乾隆元年正月，宮中已有「文貴人」之名。同年五月，文貴人已去世，具體去世時間有待進一步考證。乾隆二年九月二十一日午時入券。

## 備註
1. ↑  《陵寢易知》及《昌瑞山萬年統志》中，均被記作「文貴人」，而個別檔案則記作「温貴人」，蓋因聖祖嬪位以下後宮的漢文稱號大多是由滿文發音轉寫而來，故同一個人物的漢文稱號會有不止一種寫法。